# Idgay Tazetdinov
Idgay Borisovich Tazetdinov, uzb. cyr. Идгай Борисович Тазетдинов, ros. Идгай Борисович Тазетдинов, Idgaj Borisowicz Tazietdinow (ur. 13 stycznia 1933, Uzbecka SRR; zm. 11 sierpnia 1979 w Dnieprodzierżyńsku, Ukraińska SRR) – uzbecki piłkarz, grający na pozycji pomocnika, trener piłkarski.

## Kariera piłkarska
W 1948 rozpoczął karierę piłkarską w amatorskim zespole Trud Taszkent. W 1953 został piłkarzem Spartaka Taszkent. W 1955 został zaproszony do Paxtakoru Taszkent, w którym występował do 1963. Potem bronił barw klubu Politotdel Yangibozor, w którym zakończył karierę piłkarza w roku 1965.

## Kariera trenerska
Jeszcze będąc piłkarzem rozpoczął pracę szkoleniowca. Najpierw w latach 1964–1965 łączył funkcje zawodnika i trenera w klubie Politotdel Yangibozor, a potem do 1969 pomagał trenować piłkarzy klubu. Od 1971 do 1972 prowadził FK Yangiyer. W 1973 trenował Andijanes Andijon, a w 1974 stał na czele FK Yangiariq. W 1977 dołączył do sztabu trenerskiego Paxtakoru Taszkent, w którym pracował jako asystent trenera.
Zginął w katastrofie lotniczej, do której doszło 11 sierpnia 1979 w okolicach Dnieprodzierżyńska. W zderzeniu dwóch samolotów Tu-134A zginęło także 13 zawodników Pachtakoru oraz 2 innych członków sztabu szkoleniowego.

## Sukcesy i odznaczenia

### Sukcesy piłkarskie
Politotdel Yangibozor
- brązowy medalista turnieju finałowego republik radzieckich Klasy B ZSRR: 1964

### Odznaczenia
- tytuł Mistrza Sportu ZSRR: 1962
- tytuł Zasłużonego Trenera Uzbeckiej SRR: 1977